# Stenembia exigua
Stenembia exigua is een insectensoort uit de familie Anisembiidae, die tot de orde webspinners (Embioptera) behoort. De soort komt voor in Brazilië.
Stenembia exigua is voor het eerst wetenschappelijk beschreven door Ross in 1972.